# Kaszásrét
Kaszásrét (1899-ig Kotrcs-Lucska, szlovákul Kotrčiná Lúčka) község Szlovákiában, a Zsolnai kerületben, a Zsolnai járásban.

## Fekvése
Zsolnától 13 km-re északkeletre fekszik.

## Története
A települést a 14. században alapították, 1439-ben „Kothorchyna Luchka” néven említik először. 1469-ben „Luczka”, 1598-ban „Kotrssina Luczka” alakban említik. Nevét egykori bírájáról, a zsolnai Kotusról kapta. Az óvári váruradalom része volt. 1787-ben 11 házában 35 családban 186 lakos élt.
A 18. század végén Vályi András így ír róla: „LUCSKA. Nezbud Lucska, Kalczina Lucska, és Magos Lucska. Három faluk Trentsén Várm. földes Urai Pongrácz Uraság, és több Urak, lakosai katolikusok, és másfélék, fekszenek egymáshoz nem meszsze, földgyeik közép termékenységűek, réttyeik, legelőjik meg lehetősek, keresetre alkalmatos módgyok van.”
1828-ban 38 háza és 271 lakosa volt, akik főként mezőgazdasággal foglalkoztak.
Fényes Elek 1851-ben kiadott geográfiai szótárában így ír a faluról: „Lucska (Kotrzina), tót f., Trencsén vármegyében, Vadicso filial. 296 kath., 4 zsidó lak. F. u. gr. Pongrácz. Ut. p. Zsolna.”
A trianoni békéig Trencsén vármegye Kiszucaújhelyi járásához tartozott.

## Népessége
| Év:            | 1994. | 2004.   | 2014.   | 2024.    |
| -------------- | ----- | ------- | ------- | -------- |
| Emberek száma: | 383   | 404     | 444     | 695      |
| Eltérés:       |       | +5,48 % | +9,90 % | +56,53 % |

| Év:            | 2023. | 2024.   |
| -------------- | ----- | ------- |
| Emberek száma: | 676   | 695     |
| Eltérés:       |       | +2,81 % |

1910-ben 304, túlnyomórészt szlovák lakosa volt.
2001-ben 405 lakosából 404 szlovák volt.
2011-ben 428 lakosából 427 szlovák volt.

## Külső hivatkozások
- Községinfó
- Kaszásrét Szlovákia térképén
- E-obce.sk Archiválva 2008. szeptember 16-i dátummal a Wayback Machine-ben